# São Lourenço (ort)
São Lourenço är en ort i Brasilien.   Den ligger i kommunen São Lourenço och delstaten Minas Gerais, i den sydöstra delen av landet, 800 km söder om huvudstaden Brasília. São Lourenço ligger 884 meter över havet och antalet invånare är 41 143.
Terrängen runt São Lourenço är kuperad västerut, men österut är den platt. São Lourenço ligger nere i en dal. São Lourenço är det största samhället i trakten.
Omgivningarna runt São Lourenço är huvudsakligen savann. Runt São Lourenço är det ganska tätbefolkat, med 214 invånare per kvadratkilometer.